# Кража в музее
«Кража в музее» (англ. The Maiden Heist, букв. «Похищение Девы») — фильм 2009 года Питера Хьюитта о трёх охранниках музея искусств.

## Сюжет
Женатый, но одинокий по жизни Роджер Барлоу (Кристофер Уокен) тридцать лет ходит на работу с обедом в сумочке, любит старую музыку и, надевая темными вечерами беретку художника, медитирует над любимой картиной, относящейся к «постнатуралистическому движению северной Франции».
Одним не совсем прекрасным утром телохранителя «Одинокой девы» (картины) ставят перед фактом переезда выставки в Данию. Он в смятении и готов ехать за своей «возлюбленной» хоть на край света, но жизнь сводит его с подобным ему «постнатуралистом».
Единомышленником оказывается некий Чарлз Питерсон (Морган Фримен), одинокий волк, обожающий кошек и картину «Девушка с котами». В местном кафе «Великолепная семёрка» после очередного стакана безалкогольного молока, предлагает совершить «постнатуралистическое» ограбление века. Сначала Роджер воспринимает эту идею как шутку, но позже она лишает его сна.
В их поле зрения попадает некий Джордж (Уильям Мэйси), фетишем которого является скульптура «Бронзового воина». После незамысловатой агитации он решительно вступает в банду. Полку прибыло.
Они приступают к разработке спецоперации «Срочная ярость» и, придумывая позывные, бросаются на штурм.

## В ролях
| Актёр            | Роль             |
| ---------------- | ---------------- |
| Кристофер Уокен  | Роджер Барлоу    |
| Морган Фримен    | Чарлз Питерсон   |
| Уильям Мэйси     | Джордж Маклендон |
| Марша Гей Харден | жена Роджера     |
| Брекин Мейер     | художник         |
| Уайнн Эверетт    | доцент           |

## Релиз
Фильм дебютировал на международном кинофестивале в Эдинбурге 25 июня 2009 и был выпущен на DVD 24 ноября 2009.